# Diseases Database
Diseases Database er en gratis database på internettet som har information om forhold mellem medicinske tilstande, symptomer og medicinering.
Den anvender sig af Unified Medical Language System, et kompendium af "kontrollerede vokabularer", se emnebetegnelser.